# Spielbanken Bayern

Logo der Spielbanken Bayern

Die Spielbanken Bayern sind  öffentliche Unternehmen des Freistaates Bayern und gehören zur Staatlichen Lotterie- und Spielbankverwaltung in Bayern (mit Sitz in München).

## Spielangebot
Das Angebot umfasst alle in Deutschland gängigen Glücksspiele. Im Unterschied zu den gewerblichen Spielhallen dürfen die Spielbanken Bayern ein Großes Spiel anbieten. Dieses umfasst American Roulette (teilweise auch Französisches Roulette), Black Jack und Poker. 
Neben dem Großen Spiel bieten die Spielbanken Bayern auch ein Automatenspiel als Kleines Spiel an. Seit Dezember 1997 wird ein bayernweiter Jackpot ausgespielt (Bayern-Jackpot).
Die bayerischen Spielbanken sind durch den Glücksspielstaatsvertrag verpflichtet, ein geeignetes Programm zur Spielsuchtprävention anzubieten. Die geschulten Mitarbeiter sind dazu angehalten, Spielgäste, die ein problematisches Spielverhalten zeigen, anzusprechen und ihnen Informationen zur Spielsuchtbekämpfung anzubieten.

## Geschichte
Vor der Zulassung von Spielbanken in Bayern gab es im Bayerischen Landtag heftige Diskussion, bei denen besonders die CSU die Zulassung aus moralischen Gründen ablehnte. Das SPD-geführte Kabinett Hoegner setzte am 21. April 1955 mit 92 gegen 79 Stimmen bei 16 Enthaltungen die Zulassung durch. Damit erhielten die damaligen Spielbanken in Bad Kissingen, Garmisch-Partenkirchen, Bad Wiessee und Bad Reichenhall die zum Spielbetrieb erforderlichen Lizenzen.
Zwischen 1955 und 1962 war die Spielbankenaffäre Gegenstand öffentlicher und interner Diskussionen. Im Februar 1961 beschloss der nunmehr von der CSU dominierte Bayerische Landtag, die Spielbanken wieder zu schließen. Dieser Beschluss wurde aber nie vollzogen, und vier Jahre später verstaatlichte der Freistaat die Spielkasinos.
Bis 1990 wurden nach dem Spielbankgesetz von 1933 in Bayern zunächst nur die vier oben genannten Spielbanken betrieben. 1990 kam die 1950 eröffnete und privat konzessionierte Spielbank Lindau dazu. Mit diesen fünf staatlich konzessionierten Spielbanken wurden jedoch nur die Regierungsbezirke Unterfranken, Schwaben und Oberbayern im Wesentlichen abgedeckt. Nicht versorgt mit Spielbanken waren die Regierungsbezirke Ober- und Mittelfranken, Niederbayern und Oberpfalz.
Um diesem Umstand Rechnung zu tragen, wurde im Juli 1995 vom Bayerischen Landtag ein neues Spielbankgesetz beschlossen. Ziel war:
- ein ausreichendes und ausgewogenes Angebot
- eine möglichst flächendeckende Versorgung sowie
- eine weitgehende Verhinderung der Überschneidung der Einzugsbereiche.

In Anbetracht dieser Prioritäten erfolgte die Ansiedlung der neuen Spielbanken in Grenznähe zu anderen deutschen Ländern bzw. dem Ausland in Bad Füssing (September 1999), Bad Kötzting (Februar 2000), Feuchtwangen (März 2000) und Bad Steben (März 2001). Jeder Regierungsbezirk verfügt somit über eine staatliche Spielbank.
Die Mitarbeiterzahl der Casinos wurde 2013 mit 677 angegeben (fünf Jahre zuvor 776), der Bruttospielertrag mit 65 Mio. Euro (2006 128 Mio. Euro).
Im Jahr 2020 lag die Mitarbeiterzahl bei 685.

## Spielbanken

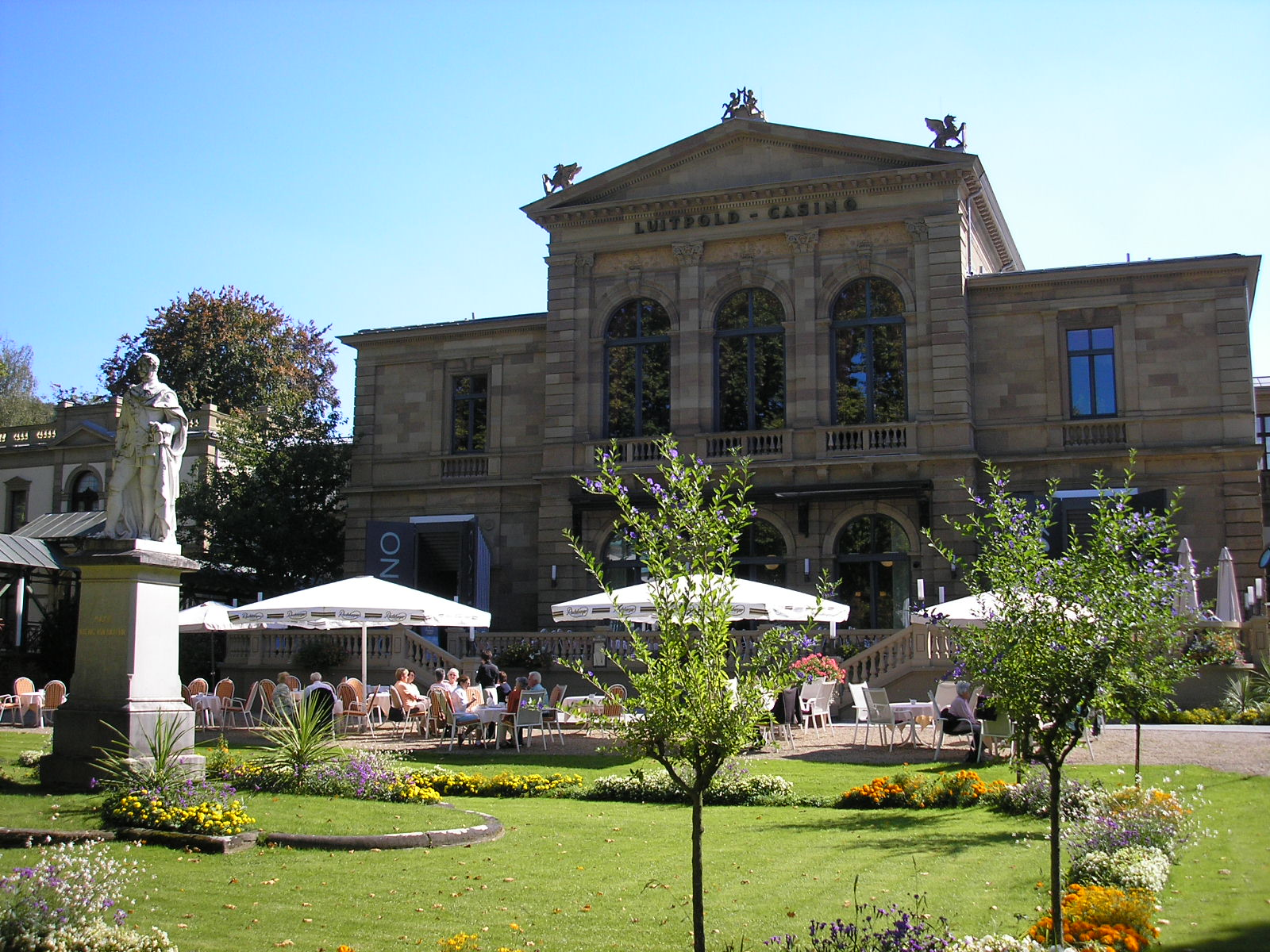
Luitpold-Casino in Bad Kissingen

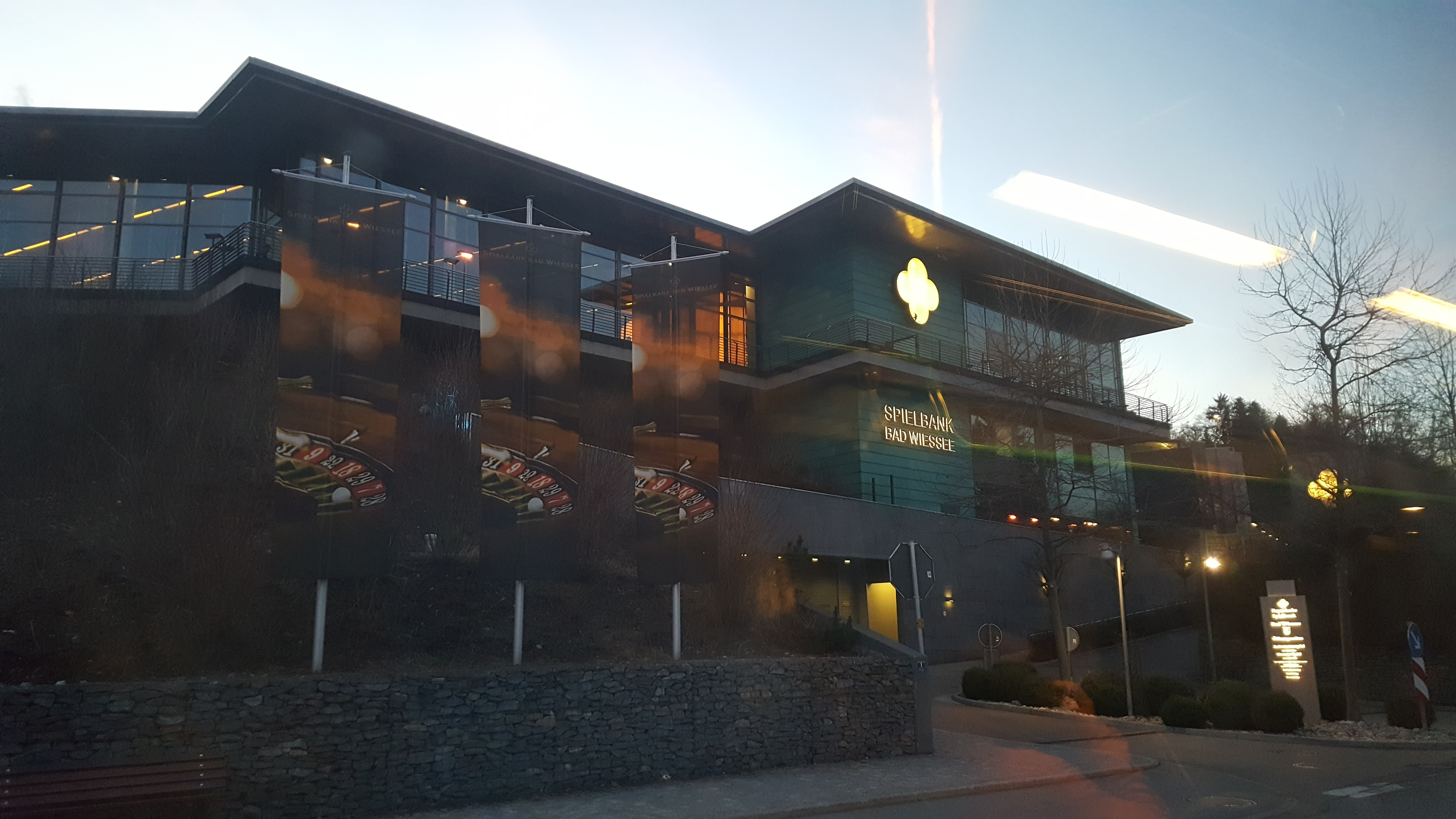
Spielbank Bad Wiessee

Der Staatsbetrieb unterhält folgende neun Spielbanken (in Klammern das Eröffnungsjahr):
- Spielbank Bad Füssing in Niederbayern (1999)[8]
- Spielbank Bad Kissingen in Unterfranken (1955)[14]
- Spielbank Bad Kötzting in der Oberpfalz (2000)[9][15]
- Spielbank Bad Reichenhall in Oberbayern (1955)[6][16]
- Spielbank Bad Steben in Oberfranken (2001)[11]
- Spielbank Bad Wiessee in Oberbayern (1957)[17][18]
- Spielbank Feuchtwangen in Mittelfranken (2000)[19]
- Spielbank Garmisch-Partenkirchen in Oberbayern (1955)[20]
- Spielbank Lindau im bayerischen Schwaben (1950;[21] 1990 in das Unternehmen Spielbanken Bayern integriert)[22]